# Осипов Олексій Олександрович
Олексій Олександрович Осипов (нар. 18 лютого 1975, Ленінград, Російська РФСР, СРСР — пом. 13 лютого 2013, Санкт-Петербург, Росія) — російський актор театру і кіно.

## Біографія
Олексій Осипов народився 18 лютого 1975 року в Ленінграді в родині вчених.
Олексій, на відміну від усіх своїх родичів, які завжди займалися точними науками, порушив сімейну традицію: спочатку вступив на біолого-ґрунтовий факультет, але провчився там недовго і зрозумів, що всерйоз займатися наукою не зможе. Потім працював вантажником, тренером, таксистом, моделлю.
Першу роль в кіно отримав у 2001 році у фільмі «Гладіатрикс» Тимура Бекмамбетова.
У 2002 році вступив на акторський факультет Санкт-Петербурзької державної академії театрального мистецтва (нині — РДІСІ, майстерня Лева Абрамовича Додіна).
Широка популярність до актора прийшла з серіалом «Бідна Настя», в якому він виконав роль Микити Хворостова, конюха барона Корфа, грубуватого богатиря, пристрасно закоханого в Анну, головну героїню серіалу.
Всього актор зіграв у кіно більше тридцяти п'яти ролей, в тому числі головні ролі в картинах "Бурштиновий барон" (2007), "Двоє зі скриньки 2" (2008), "Морські дияволи 3" (2009), "Летючий загін" (2009)," Комуналка" (2011), «Товарищи полицейские» (2011) та ін.
Олексій Осипов професійно займався легкою атлетикою, культуризмом, плаванням, цінував здоровий спосіб життя, щодня тренувався. Не був одружений, не мав дітей.
Один з основних життєвих пріоритетів Олексія — «У житті та в роботі все повинно бути цікаво, красиво і так, як ніхто раніше не робив».

### Смерть
13 лютого 2013 року вийшов на прогулянку на лід Фінської затоки і не повернувся додому. За фактом зникнення Осипова відкрито правоохоронцями справу, актор був оголошений у федеральний розшук як зниклий безвісти. Пошуками Осипова займалися поліція, добровольці і група активістів, що складалася з друзів і знайомих актора.
22 липня 2013 року тіло Олексія Осипова було виявлено у дамби в районі міста Ломоносова, 24 липня — офіційно упізнано родичами.
Причина смерті актора залишилася нез'ясованою. Версія про самогубство була категорично відкинута його родичами, проте на користь цієї гіпотези свідчить СМС-повідомлення, відправлене Осиповим своїй подрузі відразу після зникнення: «Не чекай мене. Якщо хочеш, то продавай все та їдь до Фінляндії». Існують також версії про нещасний випадок і кримінальному подію.
Церемонія відспівування Олексія Осипова пройшла 31 липня 2013 року в Князь-Володимирському соборі в Санкт-Петербурзі. Родичі попросили журналістів не знімати процедуру прощання, пояснивши це приватним сімейним справою. Попрощатися з актором прийшли близько півсотні людей — рідні, друзі, однокурсники. Тіло було піддано кремації, прах віддали родичам, які поховали його в Санкт-Петербурзі на Кленовій алеї Серафимівського кладовища.

## Фільмографія
1. 2001 — Гладіатрикс — Флавій
2. 2002 — Російський спецназ —  Дроздов («Дрозд»), капітан спецпідрозділу «ГРАД» ФСБ Росії
3. 2003 — Бандитський Петербург. Фільм 4. Арештант —  Ігор, охоронець «Антибіотика»
4. 2003 — Не сваріться, дівчатка! —  Рома
5. 2003 — Таємниці слідства 3 (фільм № 3 «Зникнення») —  Микола Колчин, співробітник охоронної фірми «Нокс»
6. 2003 — 2004 — Бідна Настя —  Микита Хворостов, конюх барона Корфа
7. 2004 — Ментовські війни 1 (фільм № 2 «Недитячі ігри») —  товариш Романа Шилова, колишній боксер, фахівець з електроніки
8. 2007 — Остання подорож Синдбада —  Том
9. 2007 — Ленінград —  Барлоу
10. 2007 — Бурштиновий барон —  Олексій Бушмін, колишній охоронець губернатора
11. 2008 — Завжди говори «завжди» 4 —  Олег Руденцу, чоловік Наді, гонщик
12. 2008 — Все можуть королі —  охоронець
13. 2008 — Дружина за контрактом —  Льоша, бойфренд Наталі
14. 2008 — Відповідай мені —  помічник Уткіна
15. 2008 — Двоє зі скриньки 2 —  Іван Волков, колишній оперативник на прізвисько «Магаданський вовк»
16. 2009 — Літєйний, 4 —  Гордєєв
17. 2009 — Летючий загін —  Андрій Грушин
18. 2009 — Морські дияволи 3 —  Олександр Францевич Бурлак («Варяг»), капітан 3-го рангу
19. 2009 — Завжди говори «завжди» 5 —  Олег Руденцу, чоловік Наді, гонщик
20. 2010 — Дихай зі мною —  Сергій, виконроб
21. 2010 — Золотий капкан —  лошат
22. 2010 — Завжди говори «завжди» 6 —  Олег Руденцу, чоловік Наді, гонщик
23. 2010 — Знайди мене —  бандит на прізвисько «Великий»
24. 2011 — Дубля не буде —  Льолік, похмурий бандит
25. 2011 — Товариші поліцейські —  Іван Титов, оперуповноважений відділу розслідування вбивств
26. 2011 — Комуналка —  Віктор, колишній зек
27. 2011 — Пряники з картоплі —  Олександр, заробітчанин з Білорусії
28. 2011 — Зброя —  охоронець в офісі
29. 2011 — Очкарик —  Сергій, начальник служби безпеки «Сибіряка»
30. 2012 — Дихай зі мною 2 —  Сергій, виконроб
31. 2012 — Кремень —  Алфьоров, старший лейтенант поліції
32. 2012 — Маша і Ведмідь —  Валерій Буянов, начальник служби безпеки
33. 2012 — Прикмета на щастя —  Анатолій
34. 2012 — Братство десанту —  Павло Горячев, ресторатор
35. 2012 — Шокова терапія —  Олексій Арсеньєв, брат Михайла
36. 2012 — Моє улюблене чудовисько —  Сергій Волков